# Bismuth(III) iodide
Bismuth(III) iodide là một hợp chất vô cơ có công thức hóa học BiI3. Chất rắn màu xám đen này là sản phẩm của phản ứng hóa học giữa bismuth và iod, có một lần đã được quan tâm phân tích định tính vô cơ.
Bismuth(III) iodide có một cấu trúc tinh thể đặc biệt, với iodide ở trung tâm chiếm một lưới tinh thể gần nhau nhất, và ở trung tâm bismuth không có hoặc chiếm hai phần ba các lỗ hình bát diện (xen kẽ theo lớp), do đó nó chiếm ⅓ của tổng số lỗ bát diện.

## Điều chế
Bismuth(III) iodide được tạo thành sau khi nung nóng một hỗn hợp đồng nhất của iod và bột bismuth:
2Bi + 3I2 → 2BiI3
Bismuth(III) iodide cũng có thể được tạo ra bởi phản ứng hóa học của bismuth(III) oxit với axit iodhydric:
Bi2O3 (r) + 6HI (dd) → 2BiI3 (r) + 3H2O (l)

## Phản ứng
Vì bismuth(III) iodide không hòa tan trong nước nên nước có thể được kiểm tra sự có mặt của ion Bi3+ trong dung dịch bằng cách thêm một gốc iodide dư như kali iodide. Khi đó sẽ có một kết tủa đen của bismuth(III) iodide tạo ra.
Bismuth(III) iodide tạo thành các anion pentaiodobismuthat(III) khi nung nóng với các muối halogen khác:
2NaI + BiI3 → Na2BiI5

## An toàn khi sử dụng
Bismuth(III) iodide có tính phóng xạ nhưng rất yếu.

## Hợp chất khác
BiI3 còn tạo một số hợp chất với NH3, như BiI3·3NH3 là chất rắn màu đỏ gạch.
BiI3 còn tạo một số hợp chất với CS(NH2)2, như BiI3·3CS(NH2)2 là bột màu đỏ.